# Stazione di Salthill e Monkstown
La stazione di Salthill e Monkstown è una stazione ferroviaria irlandese, situata a Dublino. È una delle stazioni della DART e fornisce servizio nell'area di Salthill e Monkstown. È aperta sette giorni su sette ed è vicina alla costa.
La strada che giunge alla stazione è indirizzata a Sud-Est e affiancata da un parcheggio. Fu aperta nel maggio 1837.

## Servizi
- Servizi igienici
- Capolinea autolinee
- Biglietteria a sportello
- Biglietteria self-service
- Distribuzione automatica cibi e bevande